# رابرت هرمان
رابرت هرمان ۲۹ آگوست ۱۹۱۴ - ۱۳ فوریه ۱۹۹۷ دانشمند آمریکایی بود که بیش از هرچیز به دلیل کار مشترکش با رالف آشر الفر در سالهای ۱۹۴۸-۵۰ در تخمین دمای تابش زمینه کیهانی برجای مانده از مه‌بانگ، شناخته شده‌است.